# Helmut Schiemann

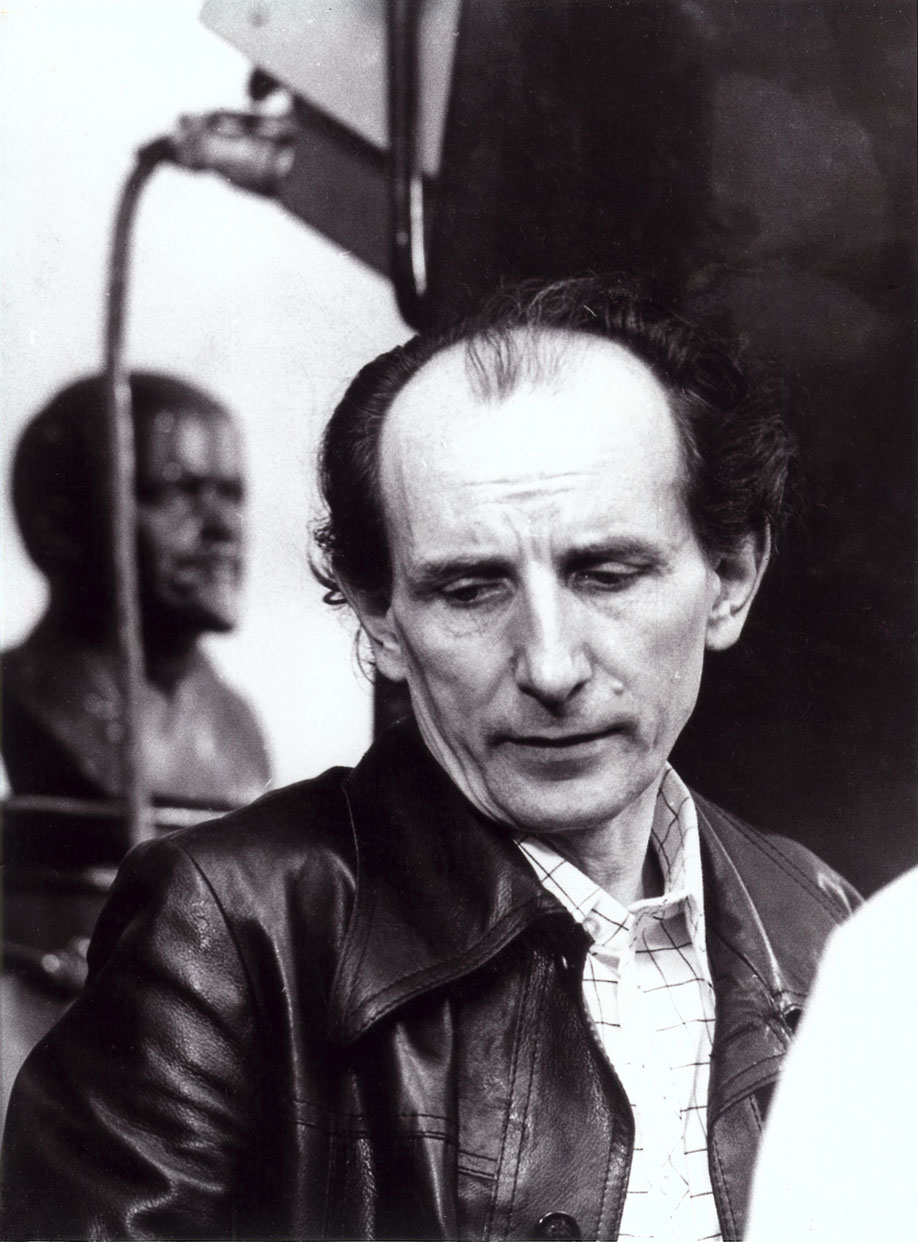
Helmut Schiemann bei Dreharbeiten zu „Auf der Suche nach Gatt“

Helmut Schiemann (* 15. August 1929; † 31. Mai 1979) war ein deutscher Regisseur und Drehbuchautor der DEFA. Schiemann ist insbesondere für seine Verfilmungen literarischer Stoffe bekannt. Er ist der Bruder von Reinhard Schiemann.

## Leben
Schiemann begann seine Karriere in der DDR und drehte ab Anfang der 1960er-Jahre Spielfilme für die DEFA. Sein Spielfilmdebüt feierte Schiemann 1962 mit der Komödie Das Glas Wasser. Dieser auf dem gleichnamigen Theaterstück von Eugène Scribe basierende Historienfilm handelt von Auseinandersetzungen um den Zugang zur Machthaberin auf dem Thron von England im 18. Jahrhundert. Ein Jahr später drehte Schiemann den Liebesfilm Vanina Vanini nach einer Vorlage von Stendhal. Dieser hatte die Probleme ständeübergreifender Liebe im 19. Jahrhundert zum Thema. Auch für seinen nächsten Film wählte Schiemann ein klassisches Drama als Grundlage aus. Mit Die Perser verfilmte er 1966 eine Tragödie von Aischylos. Ein Jahr später bannte Schiemann den Roman Der Streit um den Sergeanten Grischa von Arnold Zweig als Zweiteiler für den DFF auf die Leinwand. Josef Karlik übernahm die Rolle des Protagonisten.
1969 folgte der vierteilige Fernsehfilm Sankt Urban über den umstrittenen Uran-Abbau durch die Wismut AG im Erzgebirge zwischen 1946 und 1950, den schon Konrad Wolf in dem Film Sonnensucher und Werner Bräunig in dem Roman Rummelplatz zum Thema gemacht hatten. Die literarische Vorlage bildete ein Roman von Martin Viertel, das Drehbuch verfasste Schiemann selbst. 1976 verfilmte Schiemann mit Auf der Suche nach Gatt die drei Jahre zuvor erschienene, gleichnamige Erzählung des in der DDR hoch angesehenen Schriftstellers Erik Neutsch. Hier setzte er sich mit den Vorgängen vom 17. Juni 1953 auseinander. Ein Jahr später folgte auf der Grundlage des Romans Ein ernstes Leben von Heinrich Mann der Film Die Verführbaren, der am Zweiten Weihnachtsfeiertag im DFF uraufgeführt wurde. Auch für diesen Film, der im Rotlichtmilieu des Berlins zur Zeit der Weimarer Republik spielt, schrieb Schiemann das Drehbuch wieder selbst.
1979 wurde Schiemann zum letzten Mal für die DEFA tätig, als er – erneut nach einer Vorlage von Heinrich Mann – das Drehbuch für den Fernsehfilm Suturp – Eine Liebesgeschichte verfasste, bei dem Gerd Keil Regie führte.

## Filmografie (Auswahl)
| - 1962: Das Glas Wasser (Fernsehfilm) - 1963: Der furchtlose Rebell (Vanina Vanini) - 1966: Die Perser (Fernsehfilm) - 1969: Sankt Urban (Fernsehserie) - 1970: Der Streit um den Sergeanten Grischa (Fernsehfilm) - 1976: Auf der Suche nach Gatt (Fernsehfilm) - 1977: Die Verführbaren (Fernsehfilm) | - 1962: Das Glas Wasser (Fernsehfilm) - 1963: Der furchtlose Rebell (Vanina Vanini) - 1969: Sankt Urban (Fernsehserie) - 1970: Der Streit um den Sergeanten Grischa (Fernsehfilm) - 1976: Auf der Suche nach Gatt (Fernsehfilm) - 1977: Die Verführbaren (Fernsehfilm) - 1981: Suturp – Eine Liebesgeschichte (Fernsehfilm) |